# Трокский уезд
Тро́кский уе́зд (лит. Trakų apskritis) — административная единица в составе Виленской, Литовской и Литовско-Виленской губерний, существовавшая в 1795—1920 годах. Центр — город Троки.

## История
Трокский уезд в составе Виленской губернии Российской империи был образован в 1795 году на территории, отошедшей к России в результате 3-го раздела Речи Посполитой. В 1797 году уезд вошёл в состав Литовской губернии, в 1801 — в состав Литовско-Виленской (с 1840 — Виленской). В 1920 году уезд отошёл Польше.

## Население
По данным переписи 1897 года в уезде проживало 203,4 тыс. чел. В том числе литовцы — 58,1 %; белорусы — 15,7 %; поляки — 11,3 %; евреи — 9,5 %; русские — 4,6 %. В уездном городе Троки проживало 3240 чел.

## Административное деление
В 1890 году в состав уезда входило 16 волостей:
| № п/п | Волость         | Волостное правление | Число селений | Население |
| ----- | --------------- | ------------------- | ------------- | --------- |
| 1     | Александровская | с. Олава            | 90            | 12626     |
| 2     | Бутриманская    | м. Бутриманцы       | 147           | 10342     |
| 3     | Высокодворская  | м. Высокий Двор     | 87            | 7458      |
| 4     | Ганушишская     | м. Ганушишки        | 67            | 6268      |
| 5     | Евьевская       | м. Евье             | 98            | 6809      |
| 6     | Езненская       | м. Езно             | 145           | 14662     |
| 7     | Жосельская      | м. Жосли            | 103           | 12995     |
| 8     | Жижморская      | м. Жижморы          | 133           | 10744     |
| 9     | Кронская        | м. Крони            | 95            | 9061      |
| 10    | Междуречская    | с. Скорбутяны       | 130           | 8437      |
| 11    | Меречская       | м. Меречь           | 79            | 10905     |
| 12    | Недзинговская   | м. Недзинги         | 69            | 5004      |
| 13    | Олькеникская    | м. Олькеники        | 57            | 9852      |
| 14    | Оранская        | м. Ораны            | 51            | 8310      |
| 15    | Сумелишская     | м. Сумелишки        | 119           | 8506      |
| 16    | Трокская        | г. Троки            | 114           | 6423      |

В 1913 году в уезде также было 16 волостей.

## Населённые пункты
По переписи 1897 года наиболее крупные населённые пункты уезда:
| - город Троки - 3240 чел.; - местечко Ораны - 2624 чел.; - местечко Олькеники - 2619 чел.; - местечко Меречь - 2580 чел.; - местечко Бутриманцы - 2394 чел.; - местечко Стоклишки - 2200 чел.; - местечко Олита - 2010 чел.; - местечко Прелаи - 1356 чел.; | - местечко Дауги - 1288 чел.; - местечко Пуни - 1133 чел.; - местечко Марцинканцы - 988 чел.; - местечко Сумелишки - 968 чел.; - посад Кошедары - 883 чел.; - местечко Немонайцы - 742 чел.; - местечко Высокий Двор - 711 чел.; - местечко Евье - 685 чел.; | - местечко Дорсунишки - 673 чел.; - местечко Езно - 631 чел.; - местечко Жижморы - 622 чел.; - местечко Даргужи - 586 чел.; - местечко Ганушишки - 577 чел.; - местечко Крони - 549 чел.; - местечко Ротница - 539 чел.; - местечко Жосли - 517 чел.; |